# منطقة سونيبور
سونيبور رمزها «SO» (بالإنجليزية: Subarnapur  (Sonepur))‏ ، هو تقسيم إداري لدولة الهند تتبع ولاية أوريسا (بالإنجليزية: Orissa)‏ ، مركزها هو مدينة سونيبور (بالإنجليزية: Subarnapur)‏ عدد سكانها حسب تعداد سنة 2001 هو 540,659 ، مساحتها 2,284 كم² وكثافة السكان 237 لكل كم² .